# Peter Lipták
Peter Lipták (* 7. září 1989) je bývalý slovenský fotbalový obránce, který naposledy nastupoval za slovenský klub FK Železiarne Podbrezová.
V červenci 2014 byl na testech v českém prvoligovém celku FC Vysočina Jihlava, na kterých ovšem neuspěl.